# Dépilage par le feu

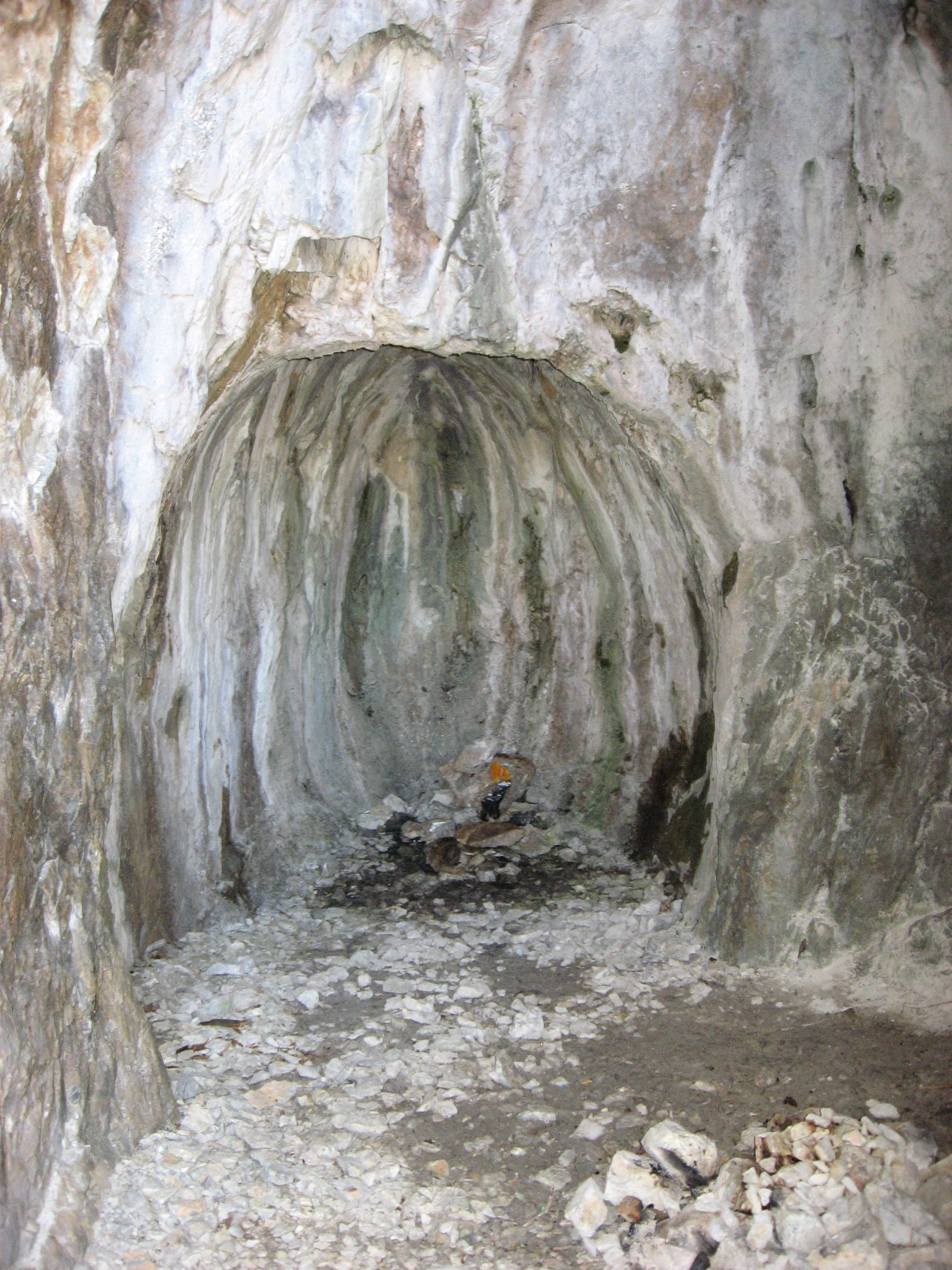
Forme caractéristique en dôme d'une fosse creusée à l'aide du feu (ici dans une roche dolomitique à Moosschrofen près Brixlegg dans le Tyrol, en Autriche).

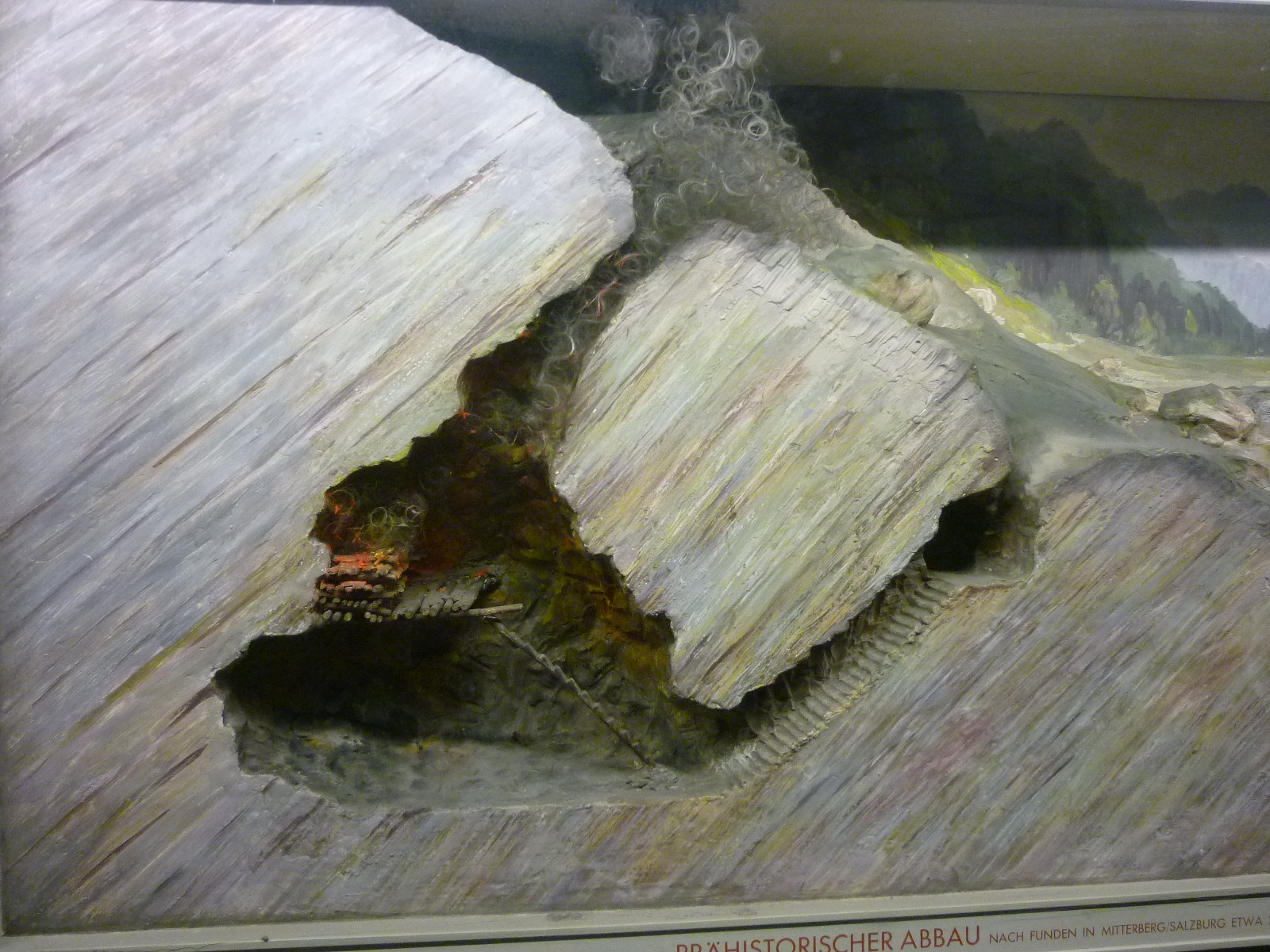
Méthode de Pyrofracturation d'une roche dure pour en tirer du minerai (maquette présentée par le Département des Mines du Deutsches Museum de Munich.

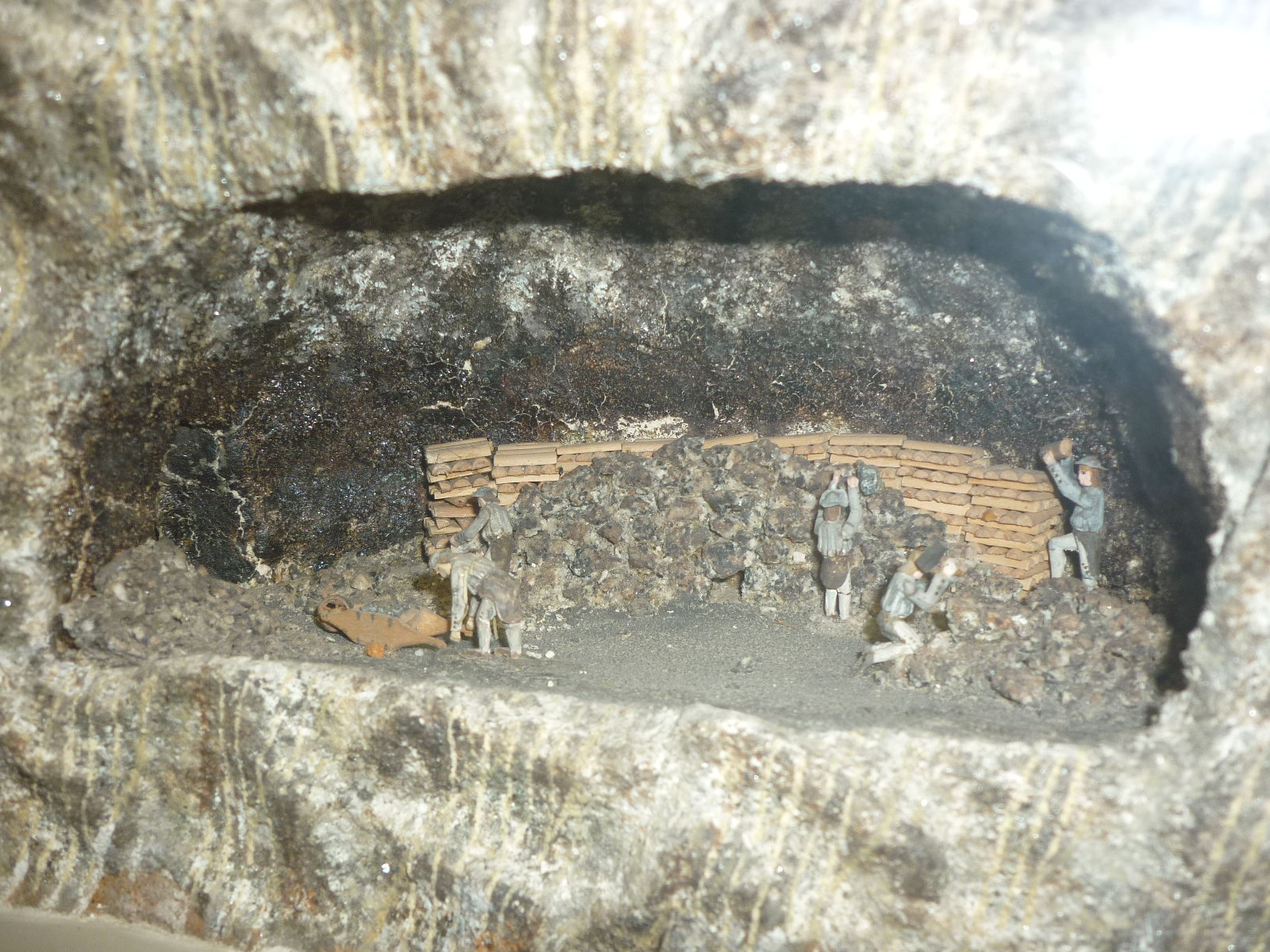
Empilement de bois (longues bûches) le long de la paroi, avec constitution d'un mur pour concentrer la chaleur sur la paroi afin de la faire éclater ou de faire fondre une partie du minerai (maquette du Deutschen Museum de Munich).

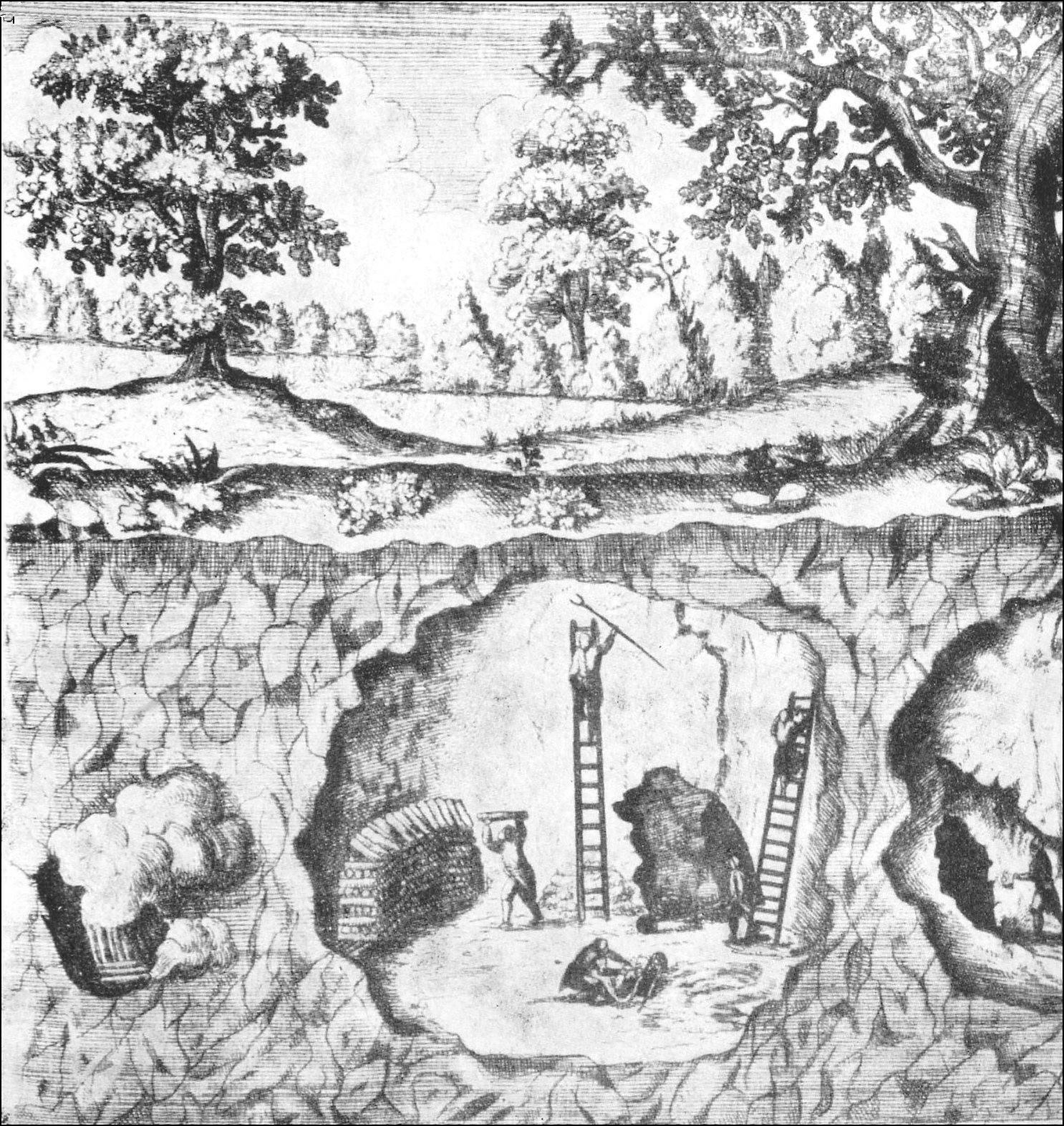
Gravure sur bois montrant la préparation d'un feu dans une mine d'étain (vers (1700)).

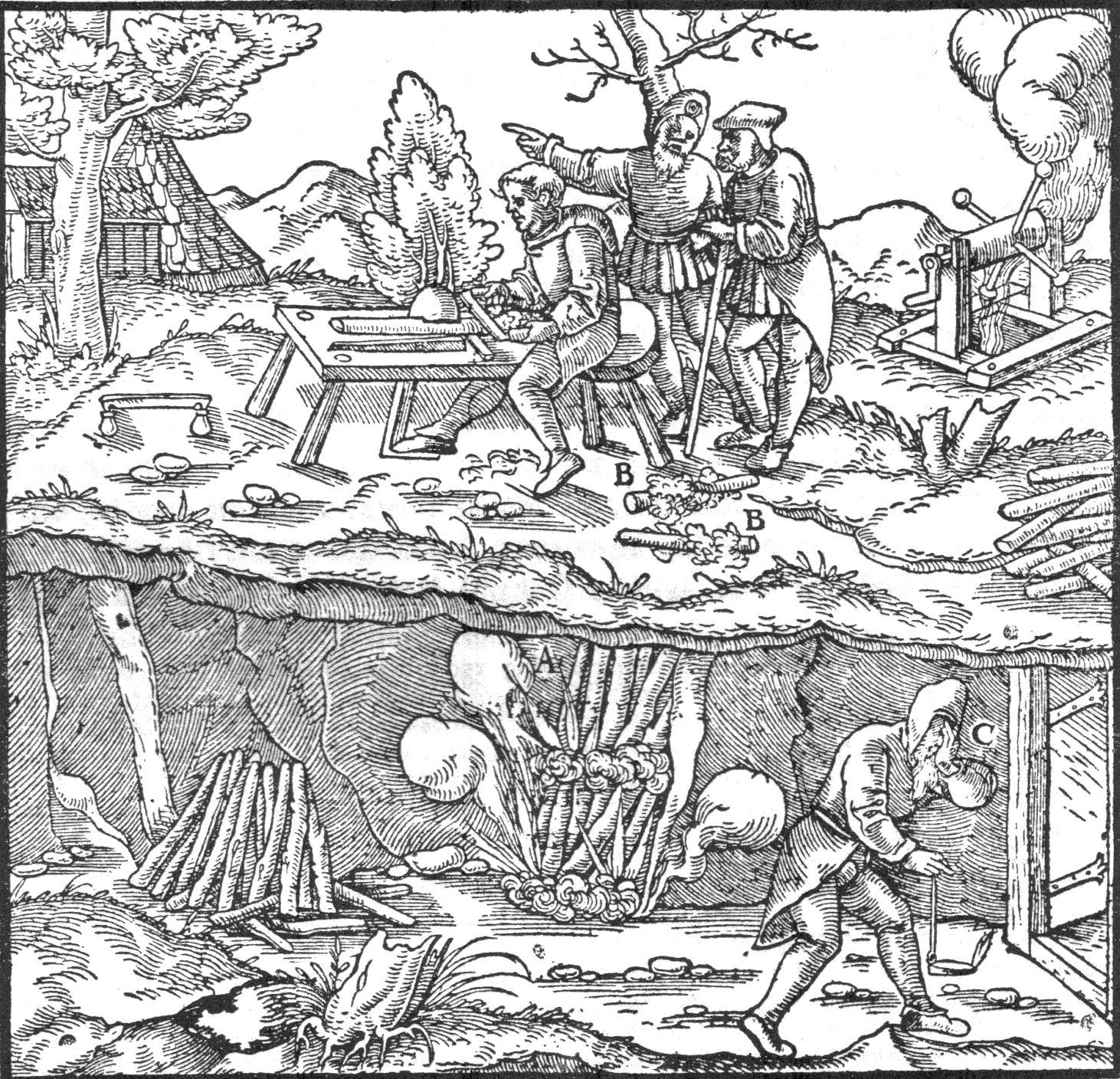
Gravure sur bois montrant une attaque par le feu d'une paroi, au stade de l'allumage (ou d'une recharge en bois ?) par un personnage muni d'une lampe à huile, qui semble faire un geste évoquant une gêne par la fumée ou la chaleur. La gravure montre aussi la cheminée d'évacuation de la fumée qui semble aussi être un puits de descentes/remontée d'hommes et de matériel et matériaux. Source :Georgius Agricola De re metallica (1566).

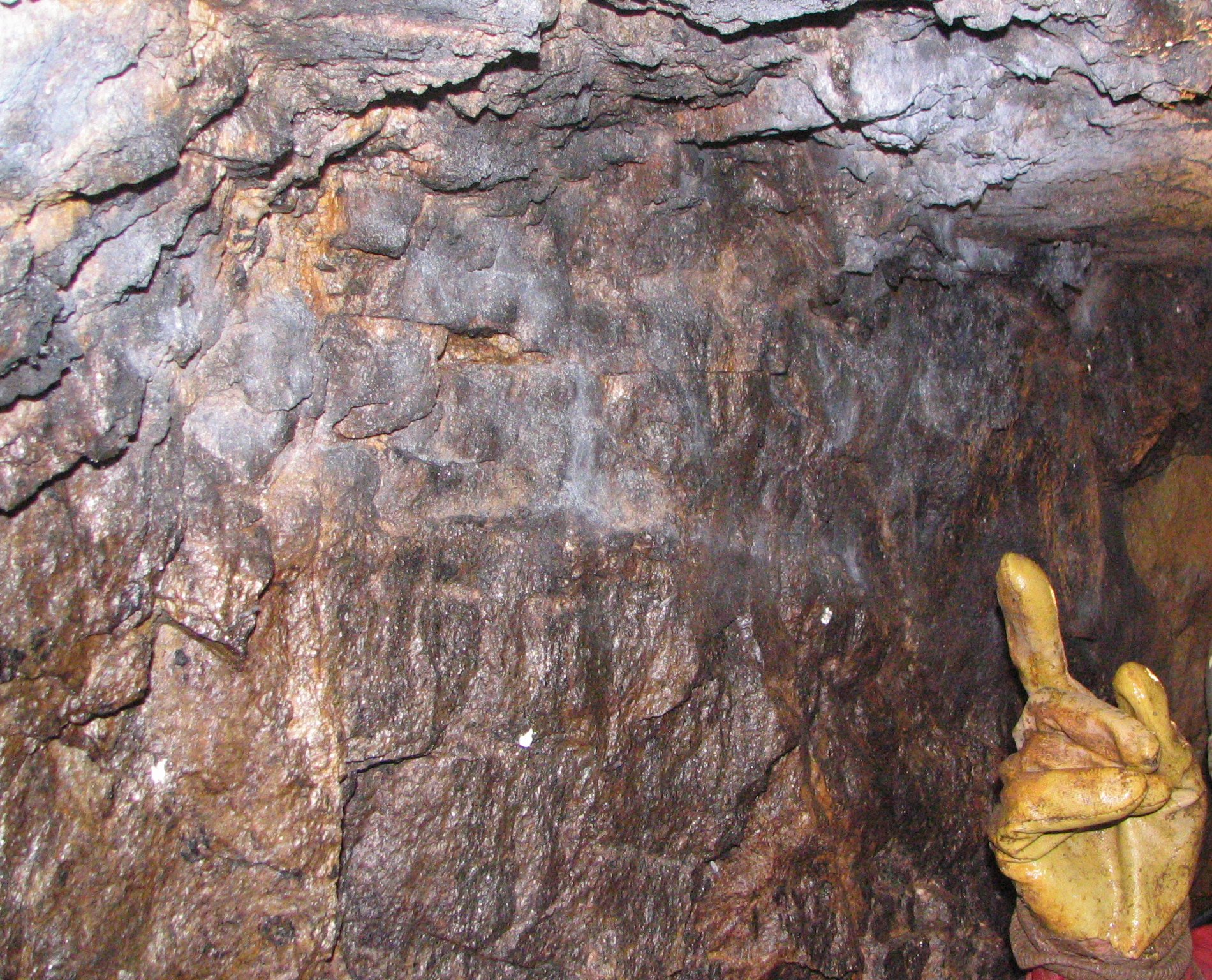
Traces de dépilage au feu dans une mine d'argent datant du XIIe siècle ou XIIIe siècle (Sud de la Forêt noire, Allemagne).

Le dépilage au feu, d'abattage par le feu ou d'ouverture par le feu désigne une technique minière primitive (pyrofracturation). Cette technique  ancestrale est utilisée dès la Préhistoire pour extraire des matériaux ou des minerais du sous-sol ou d'une paroi rocheuse.

## Vocabulaire
Le mot dépilage décrit les opérations minières d'abattage (creusement de galeries, exploitation d'une paroi) et d'évacuation des minéraux ainsi recueillis.

## Principes techniques
Le feu chauffe différentiellement la partie exposée de la roche et la partie intérieure, d'autant plus que la roche est dure et mauvaise conductrice de la chaleur. La partie chaude (700 à plus de 1 000 °C) se dilate et forme des écailles qui sautent jusqu'à plusieurs mètres de distance, avec un bruit de détonation. Ce phénomène est aussi appelé étonnement de la roche.
Il est probable que nos ancêtres ont maintes fois observé ce phénomène lorsqu'ils faisaient un feu sur de la roche, ou après un incendie de forêt. Ils ont appris à utiliser la chaleur pour attaquer une paroi ou une roche, c'est l'« attaque au feu ».
Cette technique peut ensuite être utilisée pour creuser la roche en profondeur (horizontalement, verticalement, ou en suivant un filon). On peut ainsi creuser des galeries, élargir des cavités, etc. voire faire griller ou faire fondre une partie du minerai sur place (métaux mous à basse température de fusion tels que plomb, étain..), mais avec de graves risques d'intoxication pour ceux qui respireraient les fumées ou vapeurs.
Pour obtenir une température élevée, des chocs thermiques et une bonne dilatation, la montée en température doit être rapide, et la combustion vive, ce qui implique un important apport en oxygène. 
Il faut donc travailler sur une paroi, ou dans une caverne semi ouverte, ou dans une cavité où l'on peut entretenir un courant d'air entre un point bas et un point haut ou à l'aide d'une cheminée ouverte au-dessus du foyer ou à proximité avec une entrée d'air alimentant par ailleurs ce foyer.

## De la préhistoire à nos jours
Les premières exploitations utilisant le dépilage par le feu datent au moins du Paléolithique pour l’extraction de silex et de quartz, et de la fin du Néolithique pour l'extraction de minerai de métaux.
D'anciennes mines présentant des alvéoles aux formes arrondies caractéristiques, de relativement petite taille (de l'ordre du mètre) datent de cette époque.
Des galets de roches dures ou des masses de pierre prélevée sur place étaient également utilisés pour broyer la roche préalablement disloquée par le feu.
En France des traces très anciennes (fin du néolithique) d'utilisation de ces techniques à grande échelle ont été trouvées dans le Languedoc dans une zone cuprifère (riche en minerai de cuivre), notamment sur le site archéologique de Pioch-Farrus IV. L'usage du feu a été récemment confirmé par des études de thermoluminescence de la roche faite par les archéologues. L'anthracologie donne des informations sur le type de bois utilisé et l'importance du courant d'air qui alimentait le feu.
De l'Antiquité au Moyen Âge le feu a encore été utilisé, mais parfois sur des surfaces ou dans des cavités beaucoup plus grandes (cf illustrations).
Puis alors que les forêts ont beaucoup régressé et que le prix du bois augmente, apparait la poudre (utilisée pour la première fois dans les Vosges en 1617 puis dans toute l'Europe, bien que localement la tradition de l'abattage au feu se prolonge un peu (en Europe du Nord où le bois est moins rare) ou renaisse quand la poudre devient rare ou chère (période de guerre..).
Les documents historiques disponibles n'évoquent pas l'utilisation d'eau pour provoquer des chocs thermiques, mais des dispositifs de concentration de la chaleur (plaques de fontes, murs...) sont décrits.
Au cours des années 1860, des ingénieurs tentent de remplacer le bois par du charbon dont la combustion est activée par de l'air comprimé de manière à produire une température bien plus élevée qu'avec le bois. Ceci est testé dans la mine de plomb du Grand Clos dans les Hautes-Alpes : la roche est effectivement fortement fragmentée, mais le minerai est dégradé (silicaté, et difficilement utilisable).
Entre les deux guerres, (en 1926) l'ingénieur Stoces utilise dans les mines d’étain de Zinnwald et Hodrusa des brûleurs à gaz, efficacement, mais sans convaincre ses collègues de suivre son exemple.

## Impacts environnementaux et sanitaires
La fracturation de quelques centimètres de roche nécessite beaucoup de bois. Selon les reconstitutions faites par des archéologues à L'Argentière-la-Bessée dans la mine du Fournel dans les Hautes-Alpes, pour une roche dure et non fracturée, chaque feu permet d'avancer de 1 à 3 cm seulement. 40 m3 de bois ont été nécessaires pour extraire 3 m3 de roche, dont la moitié seulement s'est spontanément décollée de la  paroi, le reste ayant été extrait par la percussion d'un maillet de pierre durant un quart d'heure environ après chaque feu.
Ces techniques là où elles ont été pratiquées à grande échelle ont pu contribuer à une déforestation locale et à l'émission de fumées polluées et polluantes.